# Imbecilla sclerosa
Imbecilla sclerosa är en insektsart som beskrevs av Irena Dworakowska och Lauterer 1975. Imbecilla sclerosa ingår i släktet Imbecilla och familjen dvärgstritar.
Artens utbredningsområde är Guinea. Inga underarter finns listade i Catalogue of Life.